# Cossignano
Cossignano település Olaszországban, Marche régióban, Ascoli Piceno megyében. Lakosainak száma 865 fő (2023. január 1.). Cossignano Carassai, Castignano, Montalto delle Marche, Ripatransone és Offida községekkel határos.

## Népesség
A település lakossága az elmúlt években az alábbi módon változott:
| Lakosok száma | 969  | 952  | 865  |
|               | 2017 | 2018 | 2023 |